# 十勝アイスクリーム
十勝アイスクリーム（とかちアイスクリーム）は、北海道十勝支庁名産のアイスクリームである。
十勝支庁では酪農が盛んなことから、乳製品の一種としてアイスクリームの製造が盛んに行われている。北海道外ではカップに入った形状のものが広く知られているが特定企業の商標ではなく、十勝支庁で生産されるアイスクリームの総称であり帯広市内ではソフトクリーム状の「十勝アイスクリーム」も売られている。
カップ入りの場合、フレーバーは主にバニラ、チョコレート、ハスカップ、イチゴ、トウモロコシ（トウキビ）、カボチャ等が使われる。